# اچ‌ام‌اس اورفئوس (۱۸۶۰)
اچ‌ام‌اس اورفئوس (۱۸۶۰) (به انگلیسی: HMS Orpheus (1860)) یک کشتی بود که طول آن ۲۲۵ فوت (۶۹ متر) بود. این کشتی در سال ۱۸۶۰ ساخته شد.